# Сборная Финляндии по кёрлингу на колясках
Смешанная сборная Финляндии по кёрлингу на колясках — национальная сборная команда (в которую могут входить как мужчины, так и женщины), представляет Финляндию на международных соревнованиях по кёрлингу на колясках. Управляющей организацией выступает Федерация кёрлинга Финляндии (фин. Suomen Curlingliitto, англ. Finnish Curling Association).

## Результаты выступлений

### Зимние Паралимпийские игры
| Год       | Место          | И              | В              | П              | Состав |
| --------- | -------------- | -------------- | -------------- | -------------- | --- |
| 2006—2010 | не участвовали | не участвовали | не участвовали | не участвовали | не участвовали |
| 2014      | 10             | 9              | 2              | 7              | Маркку Карьялайнен (скип), Сари Карьялайнен, Веса Хеллман, Туомо Аарникка, Мина Мойтахеди, Оску Куутамо (тренер)              |
| 2018      | 10             | 9              | 2              | 7              | Маркку Карьялайнен, Юрьё Яаскеляйнен, Веса Леппянен, Сари Карьялайнен (скип), Riitta Särösalo (запасной), Vesa Kokko (тренер) |

(источник:)

### Чемпионаты мира
| Год       | Место          | И              | В              | П              | Состав |
| --------- | -------------- | -------------- | -------------- | -------------- | --- |
| 2002—2012 | не участвовали | не участвовали | не участвовали | не участвовали | не участвовали |
| 2013      | 8              | 10             | 3              | 7              | Маркку Карьялайнен, Веса Хеллман (скип), Сари Карьялайнен, Туомо Аарникка, Мина Мойтахеди                                     |
| 2015      | 3              | 11             | 6              | 5              | Маркку Карьялайнен (скип), Сари Карьялайнен, Мина Мойтахеди, Туомо Аарникка, Веса Леппянен                                    |
| 2016      | 10             | 9              | 2              | 7              | Маркку Карьялайнен (скип), Сари Карьялайнен, Юрьё Яаскеляйнен, Туомо Аарникка, Riitta Sarosalo (запасной)                     |
| 2017      | 10             | 9              | 2              | 7              | Маркку Карьялайнен (скип), Юрьё Яаскеляйнен, Сари Карьялайнен, Веса Леппянен, Riitta Särösalo (запасной), Vesa Kokko (тренер) |

(источник:)

### Квалификационные турниры на чемпионаты мира
| Год     | Место | И  | В  | П | Состав                                                                                     |
| ------- | ----- | -- | -- | - | ------------------------------------------------------------------------------------------ |
| 2007/08 | 8     | 8  | 1  | 7 | Туомо Аарникка (скип), Jari Manni, Harri Haapala, Riitta Särösalo, Seppo Pihnala           |
| 2008/09 | 7     | 9  | 3  | 6 | Веса Хеллман (скип), Туомо Аарникка, Jari Manni, Riitta Särösalo, Seppo Pihnala            |
| 2010/11 | 8     | 8  | 2  | 6 | Веса Хеллман (скип), Туомо Аарникка, Маркку Карьялайнен, Riitta Särösalo, Сари Карьялайнен |
| 2011/12 | 3     | 11 | 6  | 5 | Маркку Карьялайнен, Веса Хеллман (скип), Сари Карьялайнен, Туомо Аарникка, Riitta Särösalo |
| 2012/13 | 2     | 12 | 10 | 2 | Маркку Карьялайнен, Веса Хеллман (скип), Сари Карьялайнен, Туомо Аарникка                  |

(источник:)

### Чемпионат мира по кёрлингу на колясках (группа Б)
| Год     | Место          | И              | В              | П              | Состав |
| ------- | -------------- | -------------- | -------------- | -------------- | --- |
| 2015    | не участвовали | не участвовали | не участвовали | не участвовали | не участвовали |
| 2016/17 | 1              | 9              | 8              | 1              | Маркку Карьялайнен (скип), Юрьё Яаскеляйнен, Сари Карьялайнен, Веса Леппянен, Riitta Särösalo (запасной), Vesa Kokko (тренер) |
| 2018/19 | 4              | 9              | 5              | 4              | Юрьё Яаскеляйнен (скип), Harri Tuomaala, Teemu Klasila, Riitta Sarosalo, Pekka Palsynaho (запасной), Vesa Kokko (тренер)      |
| 2019/20 | 10             | 6              | 3              | 3              | Harri Tuomaala, Juha Rajala (скип), Teemu Klasila, Riitta Sarosalo, Pekka Palsynaho (запасной), Vesa Kokko (тренер)           |
| 2020/21 | 6              | 9              | 4              | 5              | Pekka Palsynaho, Juha Rajala (скип), Teemu Klasila, Riitta Sarosalo, Ritva Lampinen (запасной), Vesa Kokko (тренер)           |
| 2021/22 | 9              | 5              | 1              | 4              | Juha Rajala (скип), Harri Tuomaala, Jouni Tahti, Valeriina Silas, Ritva Lampinen (запасной), Vesa Kokko (тренер)              |
| 2022/23 | 5              | 10             | 6              | 4              | Juha Rajala (скип), Harri Tuomaala, Юрьё Яаскеляйнен, Ritva Lampinen, Tiia Tallgren (запасной)                                |
| 2024/25 | 6              | 10             | 6              | 4              | Маркку Карьялайнен, Сари Карьялайнен, Teemu Klasila, Pekka Palsynaho, Веса Леппянен (запасной), Juuso Rasanen (тренер)        |

(источник:)